# エリック・ブリストウ

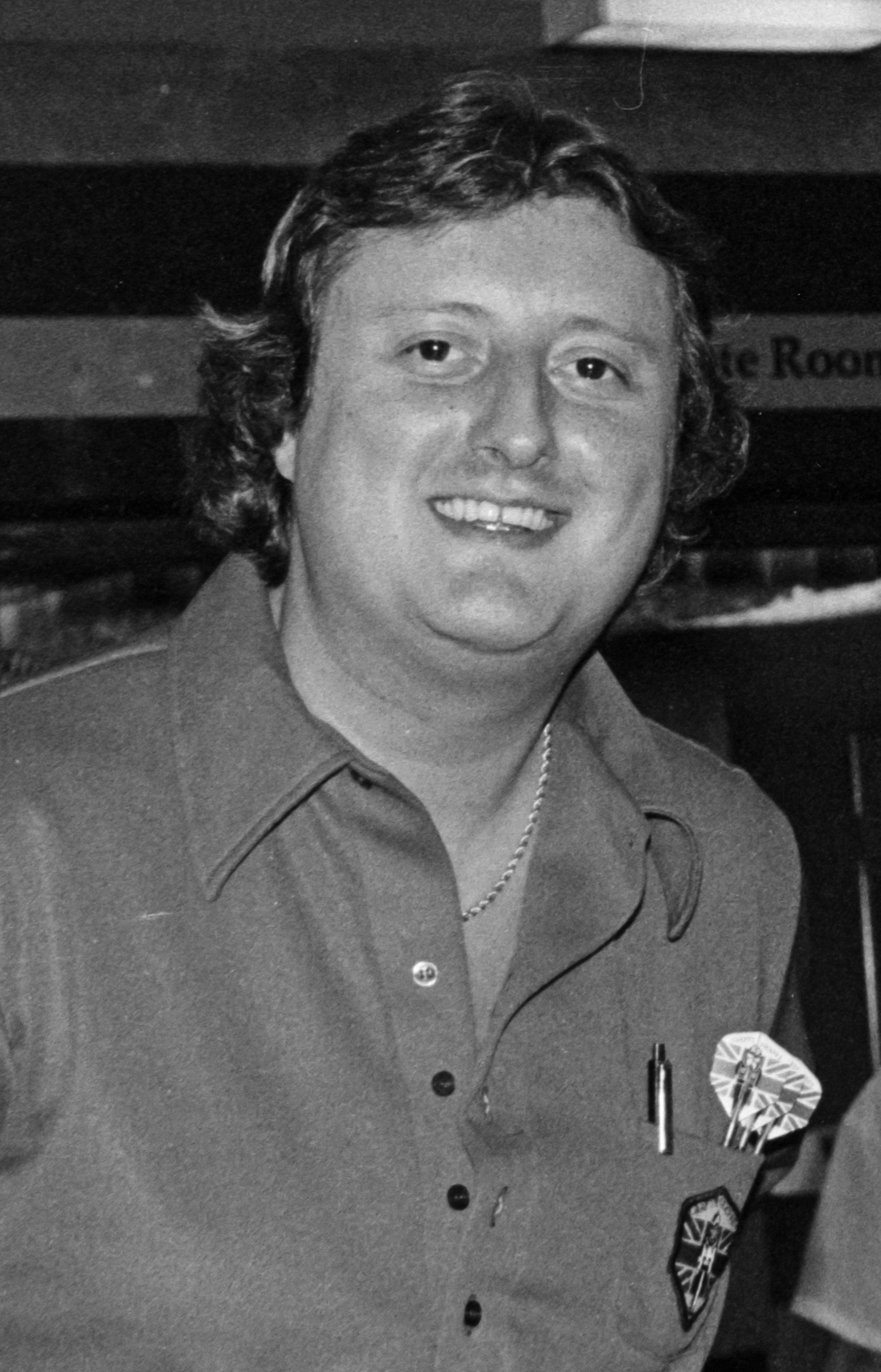
エリック・ブリストウ

エリック・ブリストウ MBE（Eric Bristow MBE, 1957年4月25日 - 2018年4月5日）は、イギリスの旧ロンドン市旧ハクニー区出身のダーツ・プレイヤーである。
ニックネイムは、"The Crafty Cockney"。
1980年代、彼のプレイは、ダーツが世界的な観戦スポーツになるのに大きく寄与した。

## 初期
同じロンドン出身の仲間であるボビー・ジョージを打ち破り、ブリストウは1980年のワールド・チャンピオンシップに初優勝し、10年に及ぶ彼の時代が始まった。
この期間中、1981年、1984年，1985年，1986年も優勝していくことになる。しかし、彼と同時代のスヌーカープレイヤーであるスティーヴ・デイヴィスと同じように、1983年の決勝戦で若くて無名なキース・デラーが彼を打ち破り、その前年は第1ラウンドでスティーブ・ブレナンが彼に勝利したためとことはいうまでもなく、この時代において彼は敗北のショックとも戦わねばならなかった。1991年までの上記以外の4年度は、2位となっている。
The Crafty Cockneyというニックネームは、1976年にカリフォルニア州サンタモニカへの訪問中、この名前のイングリッシュパブに入ったときに付けられた。この時の命名は彼のキャリアを通してのものとなる。彼はトーナメントに参加する時はいつでも、このパブから受け取った制服を着たイギリスの警官とイギリスの国旗、そしてCrafty Cockneyのタイトルが描かれたシャツを着ていた。

## テクニック
ダーツをするとき、ダーツの握り方にルールや奨励されるテクニックはない。プレイヤーはダーツを純粋にやりやすい方法で握る。しかし、しばしばイギリスの上流階級と間違えられる原因となる紅茶を飲む時のように小指を立てるような彼の握り方により、ブリストウは他のプレイヤーよりも有名になった。だが、ダーツを狙いを定める位置からテイクバックするとき、彼は全ての指でダーツを握っており、それゆえ小指を立てる動作は投げるのに無意味な動作という推測を引き起こした。このことをブリストウに尋ねると、小指を立てるのを「みせるためだけのものだ」と認めた。

## フィル・テイラー
1988年、フィル・テイラーは、時折ブリストウのパブに訪れていた。
ほとんどの人が、ブリストウと長くはプレイできずにすぐ止めてしまうのに対し、テイラーは朝に4時間、夜に4時間、ブリストウと共に練習し続けた。
ブリストウは、テイラーを次々にトーナメントに出場させていく。
テイラーは緊張と恐れのあまり第1ラウンドでの敗退が続いたりもしたが、ブリストウはテイラーに1年程かけて『ブリストウが£9,000の資金提供するから、仕事を辞めダーツに集中する』ことを受け入れさせる。
ここからのテイラーの成長は、ブリストウの予想よりも早く、1990年、テイラーは、Embassy ワールド・ダーツ・チャンピオンシップの決勝において、ブリストウを6-1で打ち破り、初のワールド・チャンピオンとなる。
この後、テイラーはワールド・チャンピオンシップの優勝回数やテレビ中継中のナイン＝ダート・フィニッシュなど、ブリストウの記録をはるかに超え、誰も追随できない史上最強のダーツ・プレイヤーとなるが、ブリストウとテイラーは、今も友人である。

## 投げかけた論争
引用と時には論争を求めるのにブリストウは常に当てにできる。1982年Unipart British Professionalでジョン・ロウに勝利した後、ベテランのテレビ司会者Tony Gubbaにこう言った。「…世界中の誰も俺に勝てる奴はいない。…質問は終わりだ。…」このとき彼は、まだ25歳だった。1986年MFI ワールド・マッチプレイでスティーブ・ブレナンに破れた時の彼の反応はこうだった。「…俺はバカ達に負け続けている。…」試合の前にも後にもゲーム中におけるたくさんの芝居がかった仕草により、まさしく客を呼べる人気者だった。
2006年、BDOダーツの決勝戦に立ち会うようレイモンド・ファン・バルネフェルトに招待された後、イェレ・クラーセンによる7-5の勝利を受けてBDOを「素人ダーツ」とレッテルを貼ったことにより、激しい論争を巻き起こした。ブリストウは、「もし、（クラーセンが）本当の世界チャンピオン（フィル・テイラー）と対決したら、フィルは彼を完全に粉砕するだろう。」とも、コメントしている。

## パーソナルライフ
ブリストウは1989年にスポーツへの貢献に対してMBEが授与された。
1979年、ブリストウはスコットランドの映画製作者ジョン・サムスンによる個人的なポートレイトフィルムの被写体となった。アロウズと名付けられた30分のフィルムは、古典的なイギリスの暴力団映画ザ・ロング・グッド・フライデイに劇場予告編として公開された。
ブリストウは2005年、彼の妻ジェイン（1962年生）への暴力を非難された。彼らは1989年頃に結婚した。北スタッフォードシア治安判事はスタッフォードシャー州のリーク町ミルトンウェイにある家族の家から離れるよう命じた。ブリストウは2005年4月29日に寝室で酒に酔いながら口論中に彼女の顔面を殴ったとの容疑をもたれていた。結局、彼の容疑は晴れることとなる。この件が解決された後、ブリストウは彼の妻がちょうど新しい彼氏ができたところで離婚したがっており、彼は今、リークで彼の母の家に子供達とともに住んでいると語った。また、ブリストウはゲイツヘッドの騒乱にも巻き込まれ、それがたまたま警察ドキュメンタリー番組Street Crime UKに撮影されており、番組のエピソードの一部として報道されることとなった。
2018年4月5日、心臓発作のため死去。60歳没。

## 主な成績

### BDO世界選手権
- 50勝11敗 出場16回
- 優勝: 5回 (1980 – 81, 84 – 86)
- 準優勝: 5回 (1983, 87, 89 – 91)
- ベスト4: 1回 (1988)
- ベスト8: 1回 (1979)

### ワールド・マスターズ
- 74勝11敗 出場16回
- 優勝: 5回 (1977, 79, 81, 83 – 84)
- 準優勝: 1回 (1989)
- ベスト4: 1回 (1987)
- ベスト8: 3回 (1980, 82, 88)

### 英国プロ選手権
- 18勝6敗 出場8回
- 優勝: 2回 (1982, 85)
- 準優勝: 無し
- ベスト4: 2回 (1983 – 84)
- ベスト8: 無し

### MFIワールド・マッチプレー
- 9勝3敗 出場5回
- 優勝: 2回 (1985, 88)
- 準優勝: 無し
- ベスト4: 無し
- ベスト8: 1回 (1987)

### PDC世界選手権
- 4勝11敗 出場7回
- 優勝: 無し
- 準優勝: 無し
- ベスト4: 1回 (1997)
- ベスト8: 無し

### ワールド・マッチプレー
- 0勝6敗 出場6回
- 優勝: 無し
- 準優勝: 無し
- ベスト4: 無し
- ベスト8: 無し

### ニュース・オブ・ザ・ワールド・ダーツ・チャンピオンシップ
- 7勝0敗 出場2回
- 優勝: 2回 (1983 – 84)
- 準優勝: 無し
- ベスト4: 無し
- ベスト8: 無し

### 年度別成績
| 年   | BDO | BDO | BDO | PDC | PDC |
| 年   | WPC | WM  | MFI | WDC | WMP |
| ---- | --- | --- | --- | --- | --- |
| 1977 | NH  | W   | NH  | NH  | NH  |
| 1978 | L16 | L16 | NH  | NH  | NH  |
| 1979 | QF  | W   | NH  | NH  | NH  |
| 1980 | W   | QF  | NH  | NH  | NH  |
| 1981 | W   | W   | NH  | NH  | NH  |
| 1982 | L32 | QF  | NH  | NH  | NH  |
| 1983 | F   | W   | NH  | NH  | NH  |
| 1984 | W   | W   | L16 | NH  | NH  |
| 1985 | W   | L16 | W   | NH  | NH  |
| 1986 | W   | L16 | L16 | NH  | NH  |
| 1987 | F   | SF  | QF  | NH  | NH  |
| 1988 | SF  | QF  | W   | NH  | NH  |
| 1989 | F   | F   | NH  | NH  | NH  |
| 1990 | F   | L16 | NH  | NH  | NH  |
| 1991 | F   | L16 | NH  | NH  | NH  |
| 1992 | L16 | L16 | NH  | NH  | NH  |
| 1993 | L16 | NJ  | NH  | NH  | NH  |
| 1994 | NJ  | NJ  | NH  | GS  | L32 |
| 1995 | NJ  | NJ  | NH  | GS  | L32 |
| 1996 | NJ  | NJ  | NH  | GS  | L32 |
| 1997 | NJ  | NJ  | NH  | SF  | L32 |
| 1998 | NJ  | NJ  | NH  | GS  | L32 |
| 1999 | NJ  | NJ  | NH  | L32 | L32 |
| 2000 | NJ  | NJ  | NH  | L32 | NJ  |

注: 表中のNHは不開催, NJは非参加, QFは準々決勝敗退, SFは準決勝敗退, Fは準優勝, Wは優勝, GSはグループステージ敗退を示す。トーナメント表記は以下の通りである。
WPC: BDOワールド・プロフェッショナル・ダーツ・チャンピオンシップス, WM: ワールド・マスターズ, MFI: MFIワールド・マッチプレイ, WDC: PDCワールド・ダーツ・チャンピオンシップ, WMP: ワールド･マッチプレイ

## 世界選手権の結果

### BDO
- 1978年: 第1ラウンド (3 - 6 [leg] コンラッド・ダニエルズに敗北)
- 1979年: 準々決勝 (1 - 3 アラン・エヴァンスに敗北)
- 1980年: 優勝 (5 - 3 ボビー・ジョージに勝利)
- 1981年: 優勝 (5 - 3 ジョン・ロウに勝利)
- 1982年: 第1ラウンド (0 - 2 スティーブ・ブレナンに敗北)
- 1983年: 準優勝 (5 - 6 キース・デラーに敗北)
- 1984年: 優勝 (7 - 1 デイブ・ウィットコムに勝利)
- 1985年: 優勝 (6 - 2 ジョン・ロウに勝利)
- 1986年: 優勝 (6 - 0 デイブ・ウィットコムに勝利)
- 1987年: 準優勝 (4 - 6 ジョン・ロウに敗北)
- 1988年: 準決勝 (2 - 5 ジョン・ロウに敗北)
- 1989年: 準優勝 (4 - 6 ジョッキー・ウィルソンに敗北)
- 1990年: 準優勝 (1 - 6 フィル・テイラーに敗北)
- 1991年: 準優勝 (0 - 6 デニス・プリーストリーに敗北)
- 1992年: 第2ラウンド (2 - 3 マーティン・フィリップスに敗北)
- 1993年: 第2ラウンド (0 - 3 ボブ・アンダーソンに敗北)

### PDC
- 1994年: グループステージ (1 - 3 ロッド・ハリントンに敗北; 3 - 2 ショーン・ダウンズに勝利)
- 1995年: グループステージ (0 - 3 ロッド・ハリントンに敗北; 0 - 3 シェイン・バージェスに敗北)
- 1996年: グループステージ (0 - 3 デニス・プリーストリーに敗北; 3 - 2 リッチー・ガードナーに勝利)
- 1997年: 準決勝 (4 - 5 フィル・テイラーに敗北)
- 1998年: グループステージ (0 - 3 デニス・プリーストリーに敗北; 0 - 3 スティーブ・ロウに敗北)
- 1999年: 第1ラウンド (0 - 3 ピーター・マンリーに敗北)
- 2000年: 第1ラウンド (2 - 3 スティーブ・ブラウンに敗北)

## 参照・脚注
1. 1 2  Profile - Eric Bristow Legends of Darts
2. ↑  Eric Bristow saw Phil Taylor talent in darts This is Staffordshire
3. ↑  “Eric Bristow Passes Away” (英語). PDC. (2018年4月5日) 2018年4月6日閲覧。